# Кудаево (Московская область)
Кудаево — деревня в Чеховском районе Московской области, в составе муниципального образования сельское поселение Стремиловское (до 28 февраля 2005 года входила в состав Стремиловского сельского округа). До
1915 года деревня называлась село Алексеевское Кудаево им Алексея Васильевича Вяземского и было в составе Серпуховского уезда. До 1870г состояло из двух деревень Кудаево и Александровки.

## Население
| 2002 | 2006 | 2010 |
| ---- | ---- | ---- |
| 9    | ↗11  | ↗18  |

## География
Кудаево расположено примерно в 22 км на юго-запад от Чехова, на левом берегу реки Нара, у устья безымянного притока, у границы с Жуковским районом Калужской области), высота центра деревни над уровнем моря — 138 м. На 2016 год в Кудаево зарегистрировано 2 садовых товарищества.
Деревянная однопрестольная Алексеевская церковь с колокольней была построена в Кудаево в 1703 году, сломана в 1950-х годах.